# 黄昏時鼎談
『黄昏時鼎談』（たそがれどきていだん）は、わかつきめぐみによる日本の漫画作品。『LaLa』(白泉社)本誌の増刊『LaLaスペシャルCindy』『LaLa Club』で、1987年から1990年にかけて連載。JETS COMICS(全1巻)、白泉社文庫(全1巻)がそれぞれ刊行された。

## 概要
第一話～第四話が1987年から1988年にかけて、第五話～第七話が1990年に掲載された。1話完結の短編を基本とし、雑誌掲載時に「黄昏時鼎談SPECIAL」と題した第四話のみ3つのショートストーリーで構成する。
各話とも、「もののけ」などのファンタジー要素を織り込みながら、主人公が日常の中から小さな気づきを得ていくストーリー。作者の単行本あとがきによると、旧校舎の取り壊しなど、作者の子どものころの経験を下敷きにした話が多い。
第一話の「もののけ」の子どもは、作者の読み切り作品「いきなりエスケープ」(『LaLa』1984年6月号掲載・花とゆめコミックス『トライアングル・プレイス』収録)、「ぼくのとなり」(『LaLa』1986年5月号掲載・花とゆめコミックス『トライアングル・プレイス』収録)、「ぼくのとなり・２　ふゆのおくりもの」(『LaLaDX』1987年クリスマス号掲載・花とゆめコミックス『So What?』1巻収録)にも登場している。

## 各話一覧
（かっこ内は掲載誌。各話とも話数表記のみで副題はない）
- 第一話(1987年LaLaスペシャルCindy祝・進入学特大号)

人間の学校に通っている「もののけ」の子どもとその父親の話。
- 第二話(1987年LaLaスペシャルCindy SUMMER号)

「家守」とその家に引っ越してきた男の話。
- 第三話(1987年LaLaスペシャルCindy AUTUMN号)

人里近くの山に住むいたずら好きの「狐」と捨て子の話。
- 第四話(1987年LaLaスペシャルCindy特別版)

下宿屋に越してきた学生と隣人の話。

魚が好きな少女と「月魚」の話。

古い校舎で学ぶ男子生徒と、そこに現れた少女の話。
- 第五話(1990年LaLa SPRING CLUB)

古いランドセルがいやな男の子と「桜鬼」の子の話。
- 第六話(1990年LaLa SUMMER CLUB)

罰掃除を言いつけられた女子生徒と「鏡魚」の話。
- 第七話(1990年LaLa AUTUMN CLUB)

ピアノのけいこが嫌いで家出を図った女の子と「音楽会」に出る男の子の話。

## 単行本収録作品
表題作の本作に加え、作者が1987年から1992年までに白泉社の『LaLa』『Short Stories』『LaLaDX』などに発表した以下の短編11作品を収録し、JETS COMICSから1992年4月に刊行された。いわゆる主様シリーズにあたる「くちなしの薫る頃」「春は花笑み」「天つ水降り」の3作品は2006年にJETS COMICSから刊行された『ゆきのはなふる』にも収録された。
（かっこ内は掲載誌）
- 2.5D (1987年Short Stories SUMMER、花とゆめコミックス『So What?』4巻再録)
- 螺旋のユーウツ (1991年LaLaDX10月10日号)
- blue{\displaystyle ^{3}} (1992年単行本描き下ろし)
- Earth Blue (1988年Short Stories SUMMER、花とゆめコミックス『So What?』5巻再録)
- Forest Green (1991年LaLa4月号)
- 彼女の瞳 (1992年LaLaDX1月10月号)
- 伽南の森 (1991年花丸・秋)
- くちなしの薫る頃 (1990年LaLaDX7月10月号、花とゆめコミックス『グレイテストな私達』1巻再録)
- 春は花笑み (1991年LaLaDX4月10月号)
- 天つ水降り (1991年LaLaDX7月10月号)
- ONE WAY (1988年Short Stories SPRING、花とゆめコミックス『So What?』4巻再録)